# Eisner Award para Best New Series
O Eisner Award para Best New Series (em português, Melhor Nova Série ou Melhor Série Estreante) é uma das categorias do Will Eisner Comic Industry Award, popularmente conhecido como Eisner Awards. A cerimônia ocorreu pela primeira vez em 1988 e desde então é realizada durante a convenção "San Diego Comic-Con", que ocorre anualmente em San Diego, Califórnia. A categoria é uma das dez presentes na premiação desde a sua primeira edição, embora não tenha sido apresentada nas edições do prêmio realizadas entre 1991 e 1994, nem em 2012.
O primeiro prêmio foi atribuído em 1988 à série Concrete, do escritor americano Paul Chadwick. A atual detentora é a série Invisible Kingdom, de G. Willow Wilson e Christian Ward, publicada pelo selo Berger Books da editora Dark Horse Comics.

## Histórico
Entre 1985 e 1987, a editora Fantagraphics Books promoveu o Kirby Awards, uma premiação dedicada à indústria das histórias em quadrinhos e com os vencedores recebendo seus prêmios sempre com a presença do artista Jack Kirby. As edições do Kirby Awards eram organizadas por Dave Olbrich, um funcionário da editora. Em 1987, com a saída de Olbrich, a Fangraphics decidiu encerrar o Kirby Awards e instituiu o Harvey Awards, cujo nome é uma homenagem à Harvey Kurtzman. Olbrich, por sua vez, fundou no mesmo ano o "Will Eisner Comic Industry Award".
Em 1988, a primeira edição do prêmio foi realizada, no mesmo modelo até hoje adotado: Um grupo de cinco membros reúne-se, discute os trabalhos realizados no ano anterior, e decide as indicações para cada uma das categorias, que são então votadas por determinado número de profissionais e os ganhadores são anunciados durante a edição daquele ano da San Diego Comic-Con, uma convenção de quadrinhos realizada em San Diego, Califórnia. Por dois anos o próprio Olbrich organizou a premiação até que, ao ver-se incapaz de reunir os fundos necessários para realizar a edição de 1990 - que acabou não ocorrendo - ele decidiu transferir a responsabilidade para a própria Comic-Con, que desde 1990 emprega Jackie Estrada para organizá-lo. A premiação costumeiramente ocorre às quintas-feiras à noite, durante a convenção, sendo sucedida na sexta-feira pelos Inkpot Awards.
Em 2012, a administração do prêmio decidiu não incluir a categoria por não terem sido os juízes capazes de identificar obras que alcançassem o "nível de qualidade" exigido dentre aquelas indicadas pelas editoras para aquele ano, e mesmo com os juízes podendo indicar outras séries, a organização preferiu não realizar indicações nem premiações para a categoria.

## Vencedores
| Ano  | Série                              | Autor (es)                                                | Editora                  | Indicados | Nota          |
| ---- | ---------------------------------- | --------------------------------------------------------- | ------------------------ | --- | ------------- |

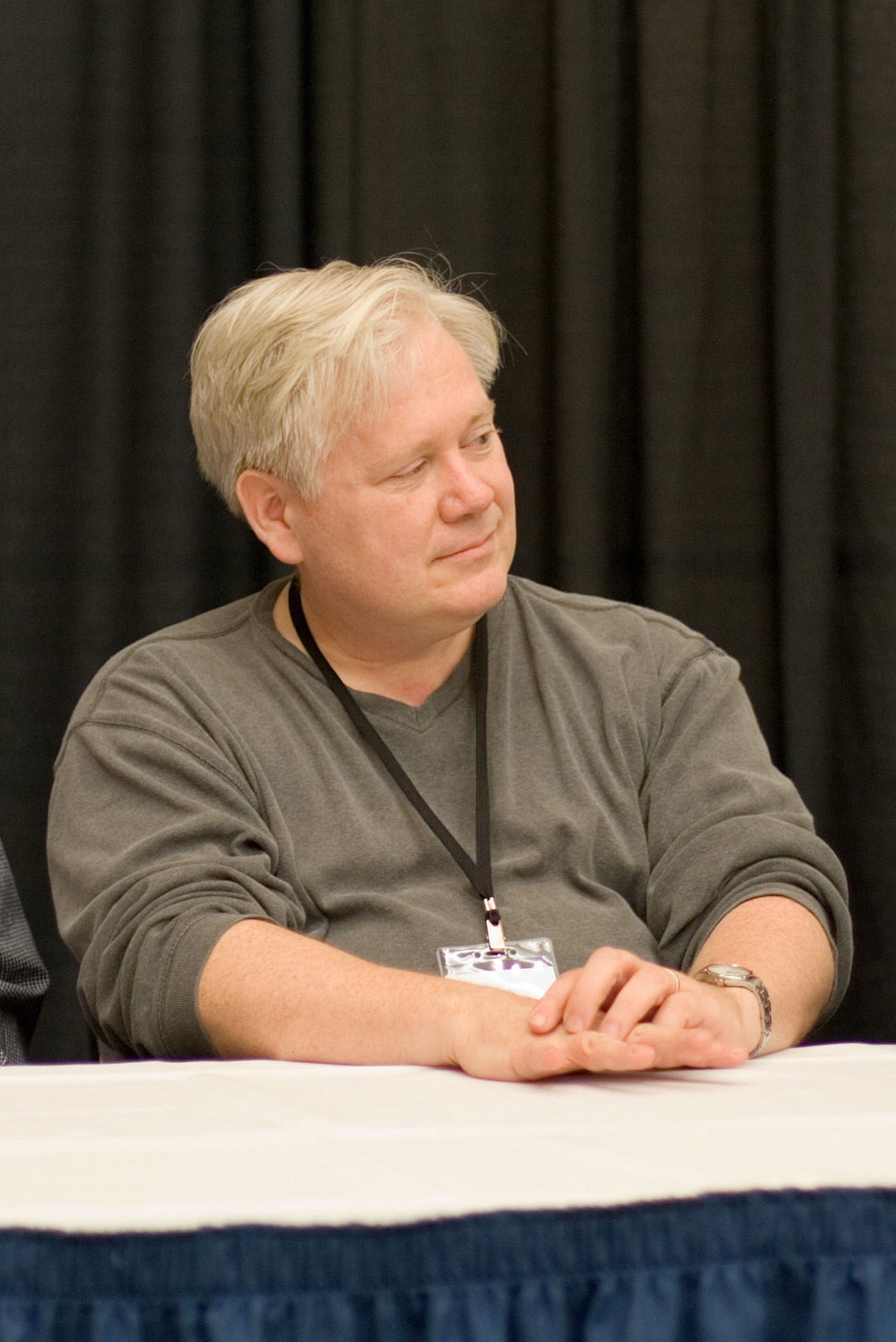
O americano Paul Chadwick é o autor de Concrete, primeira obra vencedora da categoria, em 1988.

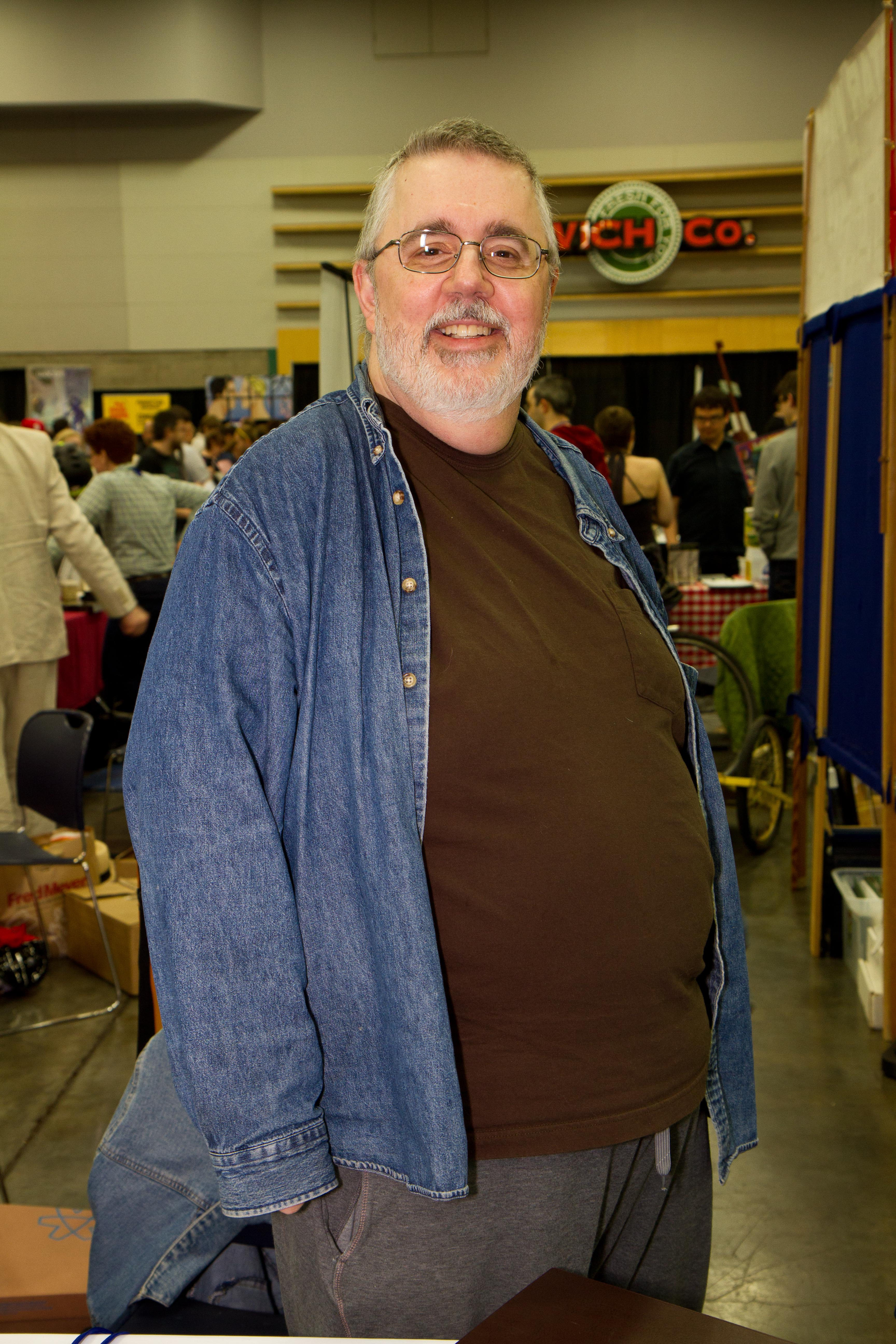
A série Astro City, vencedora em 1996, foi criada pelo roteirista Kurt Busiek (na imagem) e pelos ilustradores Alex Ross e Brent Anderson.

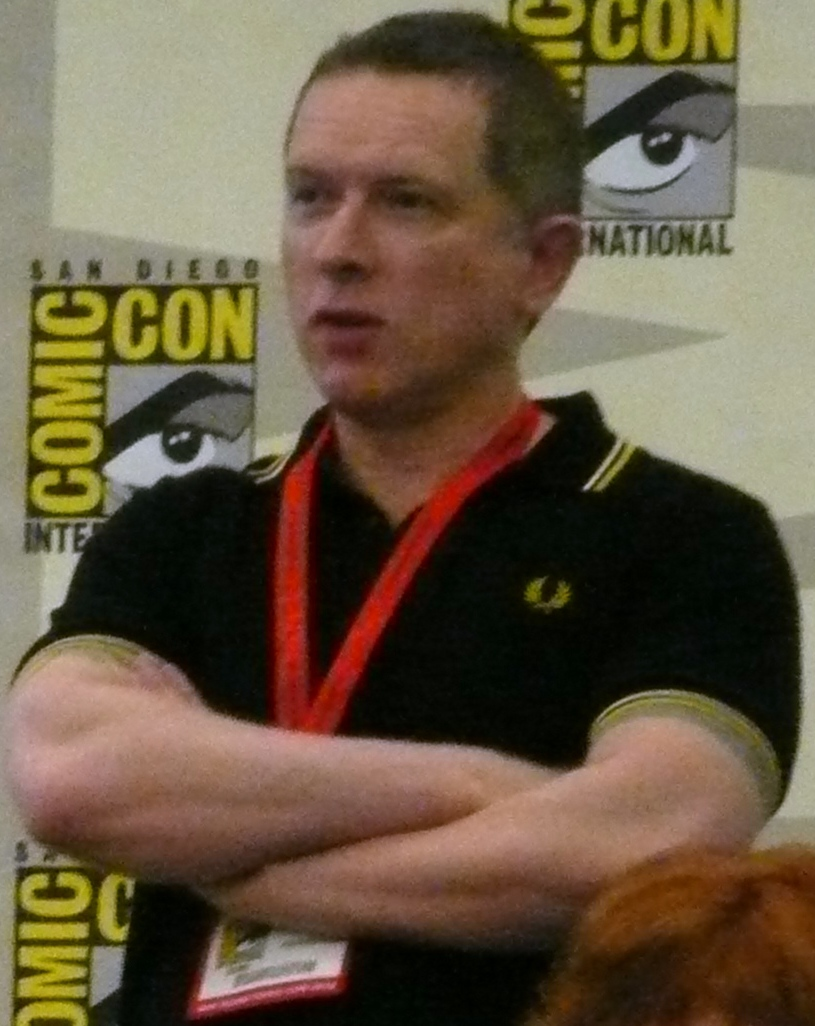
James Robinson, roteirista de Leave It to Chance, série vencedora em 1997.

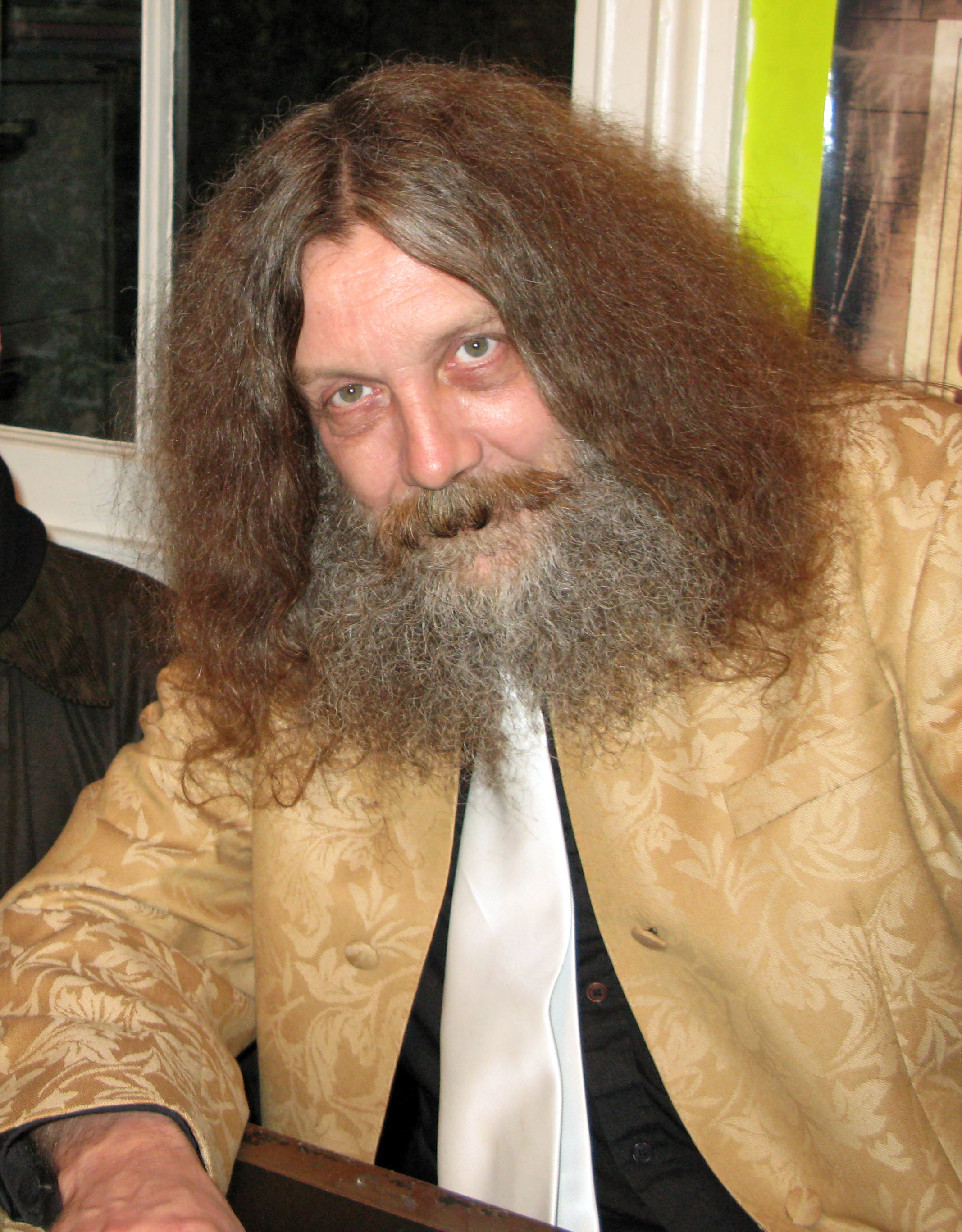
Alan Moore teve duas séries de sua autoria indicadas para a categoria em 2000, Top Ten e Promethea, ficando a primeira com o prêmio.

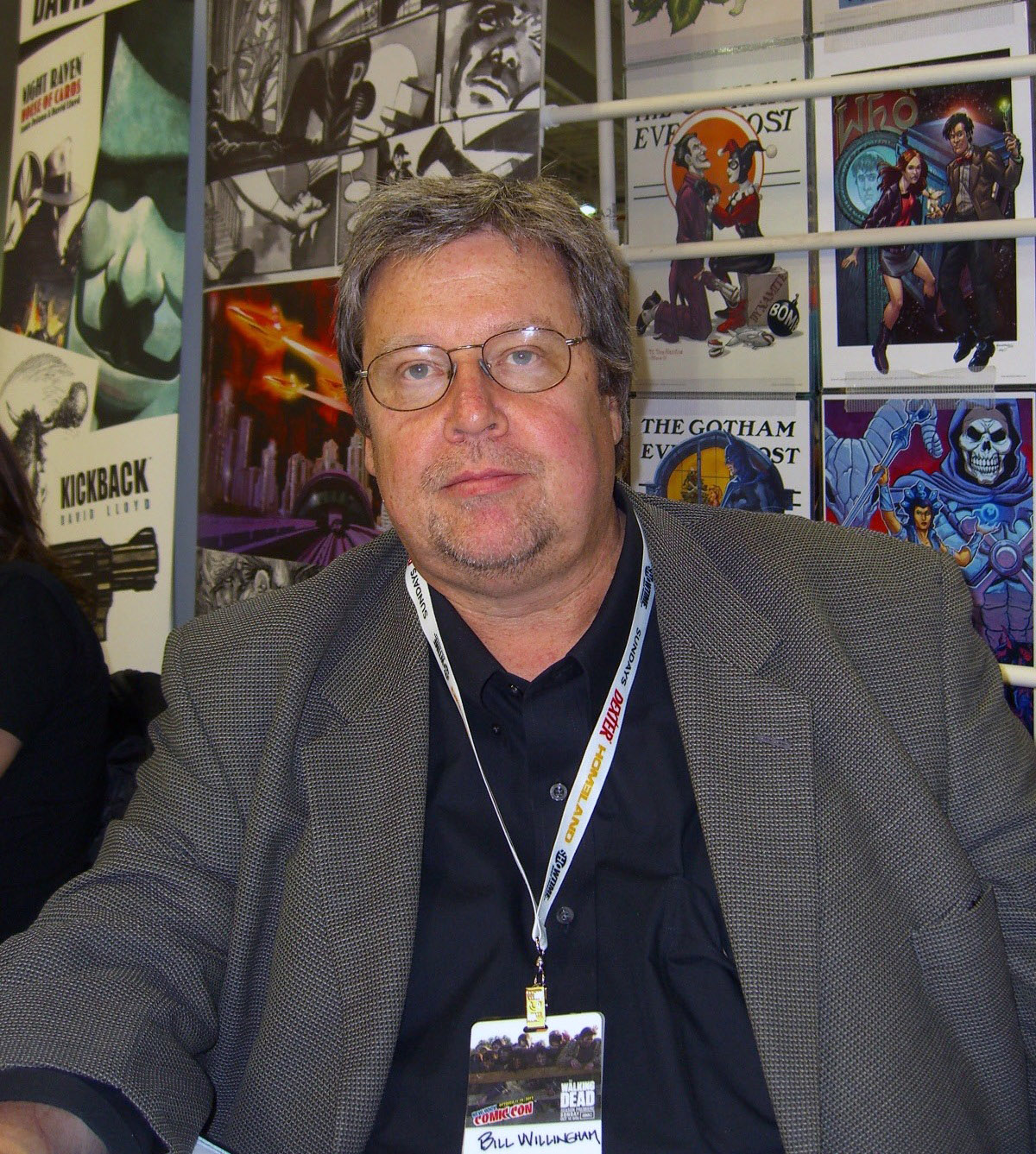
Bill Willingham, criador da série Fables, vencedora em 2003.

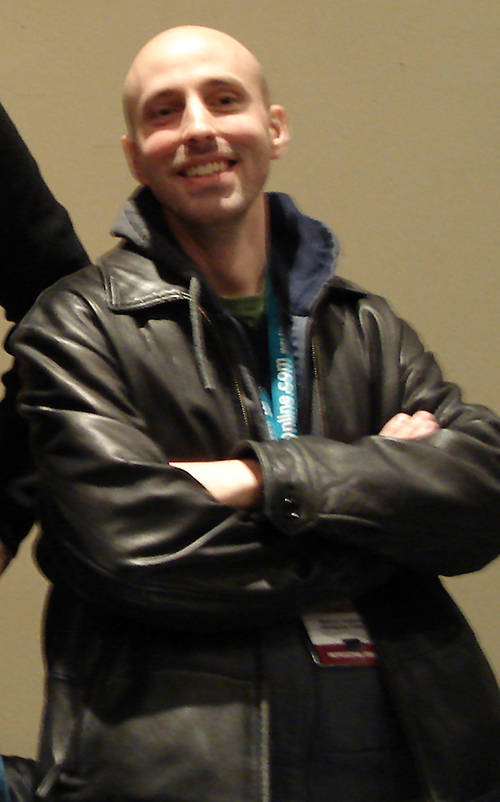
Como roteirista, Brian K. Vaughan acumula cinco obras que receberam indicações à categoria: Y: The Last Man em 2003, Ex Machina em 2005, Buffy the Vampire Slayer, Season 8 em 2008, Saga em 2013, e Paper Girls em 2016. Destas, apenas a indicação de 2003 não resultou em vitória.

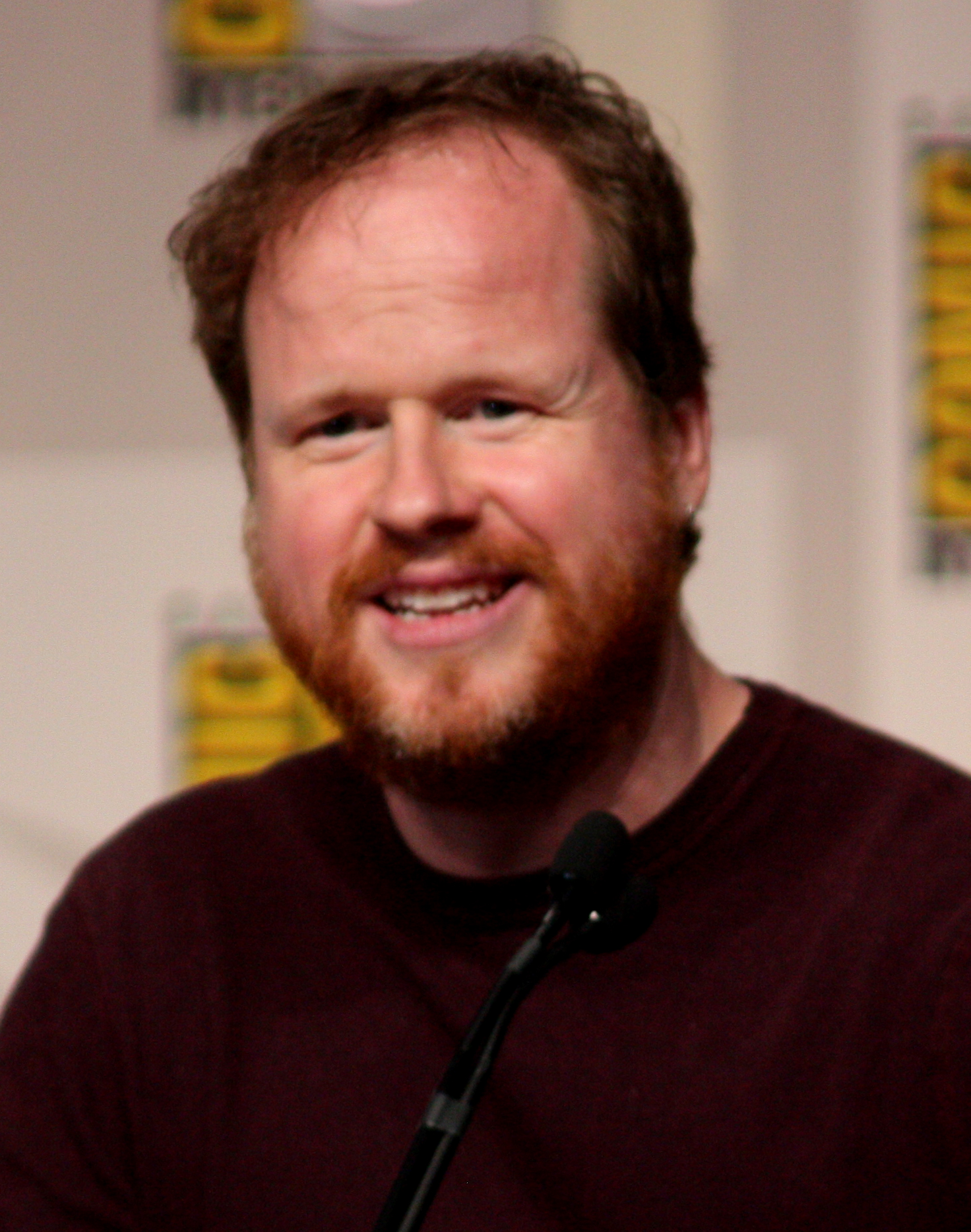
O diretor e produtor Joss Whedon atuou como roteirista na série Buffy the Vampire Slayer, Season 8, vencedora da categoria em 2008.

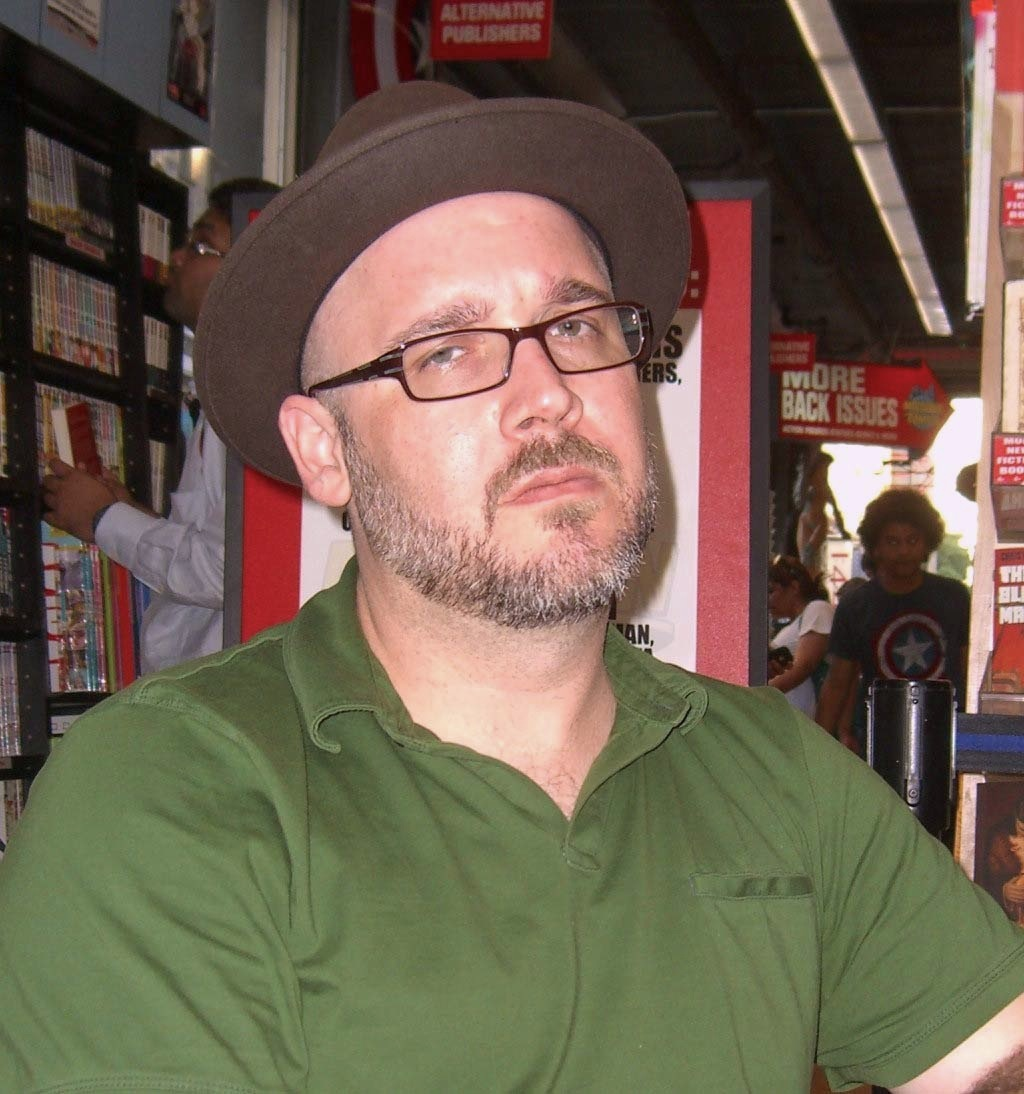
Embora apenas a indicação de Criminal em 2007 tenha resultado em vitória, Brubaker supera Brian K. Vaughan, sendo o autor do maior número de obras indicadas à categoria, com seis: além de Criminal, Gotham Central (indicada em 2003), Sleeper (2004), Immortal Iron Fist (2008), Fatale (2013) e The Fade Out (2015).

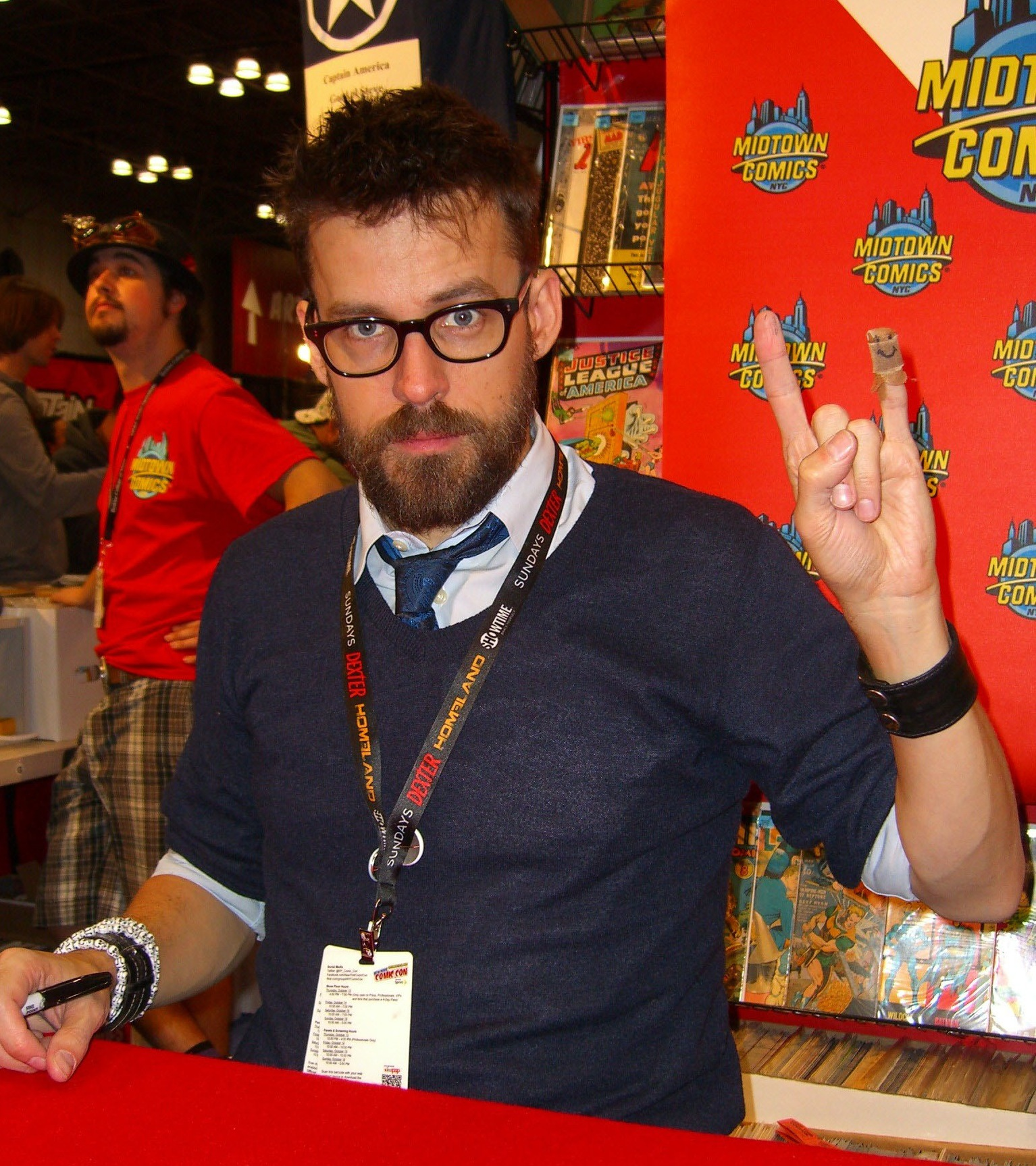
Matt Fraction é, após Brian K. Vaughan, o roteirista com o maior número de obras vencedoras da categoria, com Invincible Iron Man e Sex Criminals em 2009 e 2014, respectivamente. Além destas, outras duas obras suas foram indicadas à categoria, sem vitória: Immortal Iron Fist em 2008 e Hawkeye em 2013.

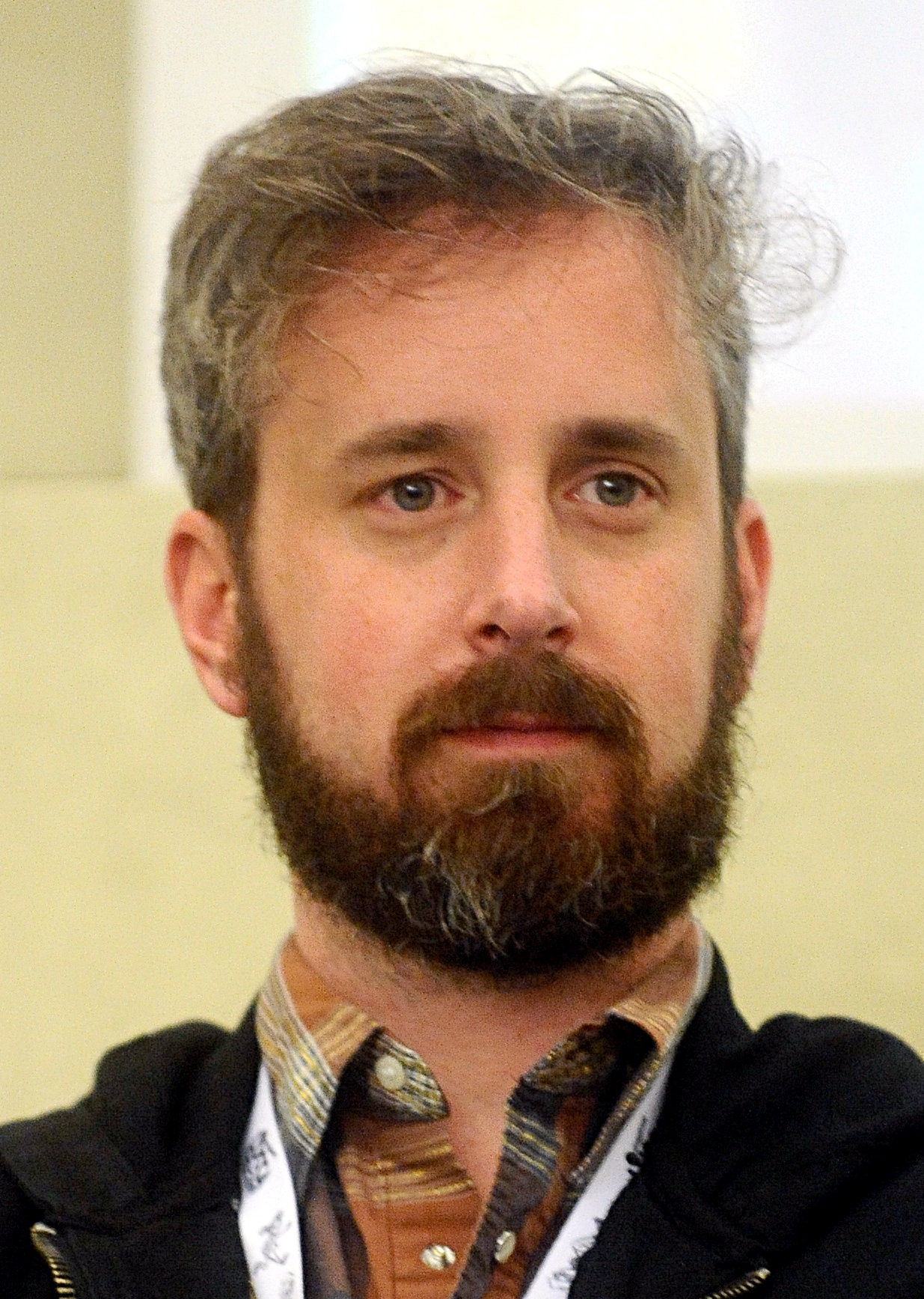
Chip Zdarsky, cocriador ao lado de Matt Fraction e ilustrador da série Sex Criminals, vencedora da categoria em 2014.

| 1988 | Concrete                           | Paul Chadwick                                             | Dark Horse Comics        | - The American, por Mark Verheiden, Chris Warner e Art Nichols (Dark Horse) - Eddy Current, por Ted McKeever (Mad Dog Graphics) | [ 8 ]         |
| 1989 | Kings In Disguise                  | James Vance Dan Burr                                      | Kitchen Sink             | - Animal Man, por Grant Morrison, Chas Truog e Doug Hazlewood (DC) - Excalibur, por Chris Claremont, Alan Davis e Paul Neary (Marvel) - Maze Agency, por Mike W. Barr, Adam Hughes e Rick Magyar (Comico) - V For Vendetta, por Alan Moore e David Lloyd (DC)                                                                        | [ 9 ]         |
| 1995 | Too Much Coffee Man                | Shannon Wheeler                                           | Adhesive                 | - Don Simpson's Bizarre Heroes, por Don Simpson (Fiasco) - Roarin' Rick's Rare Bit Fiends, por Rick Veitch (King Hell) - S. R. Bissette's Tyrant, por Steve Bissette (Spiderbaby Graphix) - THB, por Paul Pope (Horse Press) | [ 10 ]        |
| 1996 | Kurt Busiek's Astro City           | Kurt Busiek Brent Anderson                                | Image Comics             | - Black Hole, por Charles Burns (Kitchen Sink) - The Book of Ballads and Sagas, por Charles Vess (Green Man Press) - Optic Nerve, por Adrian Tomine (Drawn & Quarterly) - Preacher, por Garth Ennis e Steve Dillon (DC/Vertigo) - Stray Bullets, por David Lapham (El Capitan)                                                       | [ 11 ]        |
| 1997 | Leave It to Chance                 | James Robinson Paul Smith                                 | Homage                   | - Barry Windsor-Smith: Storyteller, por Barry Windsor-Smith (Dark Horse) - Coventry, por Bill Willingham (Fantagraphics) - Nowhere, por Debbie Drechsler (Drawn & Quarterly) - The Wretch, por Phillip Hester (Caliber) | [ 12 ]        |
| 1998 | Castle Waiting                     | Linda Medley                                              | Olio                     | - Lost Stories, por John Riley, Garrett Berner e Dave Sharpe (Creative Frontiers) - Soulwind, por C. Scott Morse (Image) - Squee!, por Johnen Vasquez (Slave Labor) - A Touch of Silver, por Jim Valentino (Image) | [ 13 ]        |
| 1999 | Inhumans                           | Paul Jenkins Jae Lee                                      | Marvel                   | - Age of Bronze, por Eric Shanower (Image) - Colonia, por Jeff Nicholson (Colonia Press) - Lenore, por Roman Dirge (Slave Labor) - Young Justice, por Peter David, Todd Nauck e Lary Stucker (DC) | [ 14 ]        |
| 2000 | Top Ten                            | Alan Moore Gene Ha Zander Cannon                          | DC/America's Best Comics | - Louis Riel, por Chester Brown (Drawn & Quarterly) - 100 Bullets, por Brian Azzarello e Eduardo Risso (DC/Vertigo) - Planetary, por Warren Ellis e John Cassaday (DC/Wildstorm) - Promethea, por Alan Moore, J. H. Williams III e Mick Gray (DC/America's Best Comics)                                                              | [ 15 ]        |
| 2001 | Powers                             | Brian Michael Bendis Michael Avon Oeming                  | Image                    | - Eagle, por Kaiji Kawaguchi (Viz); - Lucifer, por Mike Carey (DC/Vertigo); - The Red Star, por Christian Gossett (Image). | [ 16 ]        |
| 2002 | Queen & Country                    | Greg Rucka Steve Rolston                                  | Oni Press                | - Private Beach, por David Hahn (Slave Labor) - Ruse, por Mark Waid - The Sandwalk Adventures, por Jay Hosler (Active Synapse) - True Story, Swear to God, por Tom Beland (Clib's Boy Comics) | [ 17 ]        |
| 2003 | Fables                             | Bill Willingham Lan Medina Mark Buckingham Steve Leialoha | DC/Vertigo               | - Forlorn Funnies, por Paul Hornscheimeier (Absence of Ink) - Gotham Central, por Ed Brubaker, Greg Rucka e Michael Lark (DC) - Nowhere Girl, por Justine Shaw (nowheregirl.com) - Y: The Last Man, por Brian K. Vaughan, Pia Guerra e Jose Marzan (DC/Vertigo)                                                                      | [ 18 ] [ 19 ] |
| 2004 | Plastic Man                        | Kyle Baker                                                | DC                       | - El Cazador, por Chuck Dixon e Steve Epting (CrossGen) - Invincible, por Robert Kirkman e Cory Walker (Image) - The Losers, por Andy Diggle e Jock (Vertigo/DC) - Sleeper, por Ed Brubaker e Sean Phillips (WildStorm/DC) - The Walking Dead, por Robert Kirkman e Tony Moore (Image)                                               | [ 20 ] [ 21 ] |
| 2005 | Ex Machina                         | Brian K. Vaughan, Tony Harris Tom Feister                 | DC/WildStorm             | - Astonishing X-Men, por Joss Whedon e John Cassaday (Marvel) - Doc Frankenstein, por Lilly e Lana Wachowski e Steve Scroce (Burlyman) - The Shaolin Cowboy, por Geof Darrow (Burlyman) | [ 22 ] [ 23 ] |
| 2006 | All Star Superman                  | Grant Morrison Frank Quitely                              | DC                       | - Desolation Jones, por Warren Ellis e J. H. Williams III (WildStorm/DC) - Fell, por Warren Ellis e Ben Templesmith (Image) - Rocketo, por Frank Espinosa (Speakeasy) - Young Avengers, por Alan Heinberg, Jim Cheung e John Dell (Marvel)                                                                                           | [ 24 ]        |
| 2007 | Criminal                           | Ed Brubaker Sean Phillips                                 | Marvel/Icon              | - East Coast Rising, por Becky Cloonan (Tokyopop) - Gumby, por Bob Burden e Rick Geary (Wildcard) - Jack of Fables, por Bill Willingham, Matthew Sturges, Tony Akins e Andrew Pepoy (Vertigo/DC) - The Lone Ranger, por Brett Matthews e Sergio Cariello (Dynamite)                                                                  | [ 25 ]        |
| 2008 | Buffy the Vampire Slayer, Season 8 | Joss Whedon Brian K. Vaughan Georges Jeanty Andy Owens    | Dark Horse               | - Immortal Iron Fist, por Ed Brubaker, Matt Fraction e David Aja (Marvel) - Johnny Hiro, por Fred Chao (AdHouse) - Scalped, por Jason Aaron e R. M. Guéra (DC/Vertigo) - The Infinite Horizon, por Gerry Duggan e Phil Noto (Image)                                                                                                  | [ 26 ]        |
| 2009 | Invincible Iron Man                | Matt Fraction Salvador Larroca                            | Marvel                   | - Air, por G. Willow Wilson e M.K. Perker (DC/Vertigo) - Echo, por Terry Moore (Abstract Studio) - Madame Xanadu, por Matt Wagner, Amy Reeder Hadley e Richard Friend (DC/Vertigo) - Unknown Soldier, por Joshua Dysart e Alberto Ponticelli (DC/Vertigo)                                                                            | [ 27 ]        |
| 2010 | Chew                               | John Layman Rob Guillory                                  | Image                    | - Do Androids Dream of Electric Sheep?, por Tony Parker, com base no original de Philip K. Dick (BOOM!) - Ireedeemable, por Mark Waid e Peter Krause (BOOM!) - Sweet Tooth, por Jeff Lemire (DC/Vertigo) - The Unwritten, por Mike Carey e Peter Gross (DC/Vertigo)                                                                  | [ 28 ]        |
| 2011 | American Vampire                   | Scott Snyder Stephen King Rafael Albuquerque              | DC/Vertigo               | - iZOMBIE, por Chris Roberson e Michael Allred (DC/Vertigo) - Marineman, por Ian Churchill (Image) - Morning Glories, por Nick Spencer e Joe Eisma (Image) - Superboy, por Jeff Lemire e Pier Gallo (DC) | [ 29 ]        |
| 2013 | Saga                               | Brian K. Vaughan Fiona Staples                            | Image Comics             | - Adventure Time, por Ryan North, Shelli Paroline e Braden Lamb (kaboom!) - Bandette, por Paul Tobin e Colleen Coover (Monkeybrain) - Fatale, por Ed Brubaker e Sean Phillips (Image) - Hawkeye, por Matt Fraction e David Aja (Marvel)                                                                                              | [ 1 ]         |
| 2014 | Sex Criminals                      | Matt Fraction Chip Zdarsky                                | Image Comics             | - High Crimes, por Christopher Sebela e Ibrahim Moustafa (Monkeybrain) - Lazarus, por Greg Rucka e Michael Lark (Image) - Rat Queens, por Kurtis J. Wiebe e Roc Upchurch (Image/Shadowline) - Watson and Holmes, por Karl Bollers, Rick Leonardi, Paul Mendoza e outros (New Paradigm Studios)                                       | [ 2 ] [ 30 ]  |
| 2015 | Lumberjanes                        | Shannon Watters Grace Ellis ND Stevenson Brooke A. Allen  | BOOM! Box                | - The Fade Out, por Ed Brubaker e Sean Phillips (Image) - Ms. Marvel, por G. Willow Wilson e Adrian Alphona (Marvel) - Rocket Raccoon, por Skottie Young (Marvel) - The Wicked + The Divine, por Kieron Gillen e Jamie McKelvie (Image)                                                                                              | [ 31 ]        |
| 2016 | Paper Girls                        | Brian K. Vaughan Cliff Chiang                             | Image                    | - Bitch Planet, de Kelly Sue DeConnick e Valentine De Landro (Image) - Harrow County, de Cullen Bunn e Tyler Crook (Dark Horse) - Kaijumax, de Zander Cannon (Oni) - Monstress, de Marjorie Liu e Sana Takeda (Image) - The Unbeatable Squirrel Girl, de Ryan North e Erica Henderson (Marvel)                                       | [ 32 ]        |
| 2017 | Black Hammer                       | Jeff Lemire Dean Ormston                                  | Dark Horse               | - Clean Room, de Gail Simone e Jon Davis-Hunt (Vertigo/DC) - Deathstroke: Rebirth, de Christopher Priest, Carlo Pagulayan, et al. (DC) - Faith, de Jody Houser, Pere Pérez, e Marguerite Sauvage (Valiant) - Mockingbird, de Chelsea Cain e Kate Niemczyk (Marvel)                                                                   | [ 33 ]        |
| 2018 | Black Bolt                         | Saladin Ahmed Christian Ward                              | Marvel                   | - Grass Kings, de Matt Kindt e Tyler Jenkins (BOOM! Studios) - Maestros, de Steve Skroce (Image) - Redlands, de Jordie Bellaire e Vanesa Del Rey (Image) - Royal City, de Jeff Lemire (Image) | [ 34 ] [ 35 ] |
| 2019 | Gideon Falls                       | Jeff Lemire Andrea Sorrentino                             | Image                    | - Bitter Root, de David Walker, Chuck Brown e Sanford Green (Image) - Crowded, de Christopher Sebela, Ro Stein e Ted Brandt (Image) - Isola, de Brenden Fletcher e Karl Kerschl (Image) - Man-Eaters, de Chelsea Cain e Kate Niemczyk (Image) - Skyward, de Joe Henderson e Lee Garbett (Image)                                      | [ 36 ] [ 37 ] |
| 2020 | Invisible Kingdom                  | G. Willow Wilson Christian Ward                           | Dark Horse/Berger Books  | - Doctor Doom, de Christopher Cantwell e Salvador Larroca (Marvel) - Once & Future, de Kieron Gillen e Dan Mora (BOOM! Studios) - Something Is Killing the Children, de James Tynion IV e Werther Dell’Edera (BOOM! Studios) - Undiscovered Country, de Scott Snyder, Charles Soule, Giuseppe Camuncoli, e Daniele Orlandini (Image) | [ 38 ]        |